# Maria di Lorena (1674-1724)
Maria di Lorena (Parigi, 12 agosto 1674 – Monaco, 30 ottobre 1724) fu una principessa del Casato di Lorena e Principessa di Monaco come moglie di Antonio I di Monaco. Fu la madre di Luisa Ippolita Grimaldi, l'unica Principessa sovrana di Monaco.

## Biografia

### Infanzia

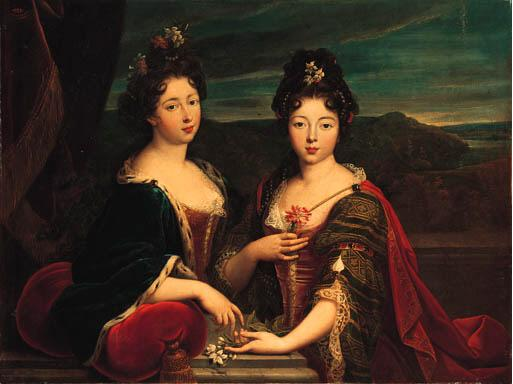
Maria e sua sorella Carlotta ritratte da Nicolas Fouché

Maria era la nona dei quattordici figli nati da Luigi di Lorena e Catherine de Neufville. Suo padre era un membro del Casato di Guisa, ramo cadetto del Casato di Lorena. Maria ebbe il rango di Princesse étranger alla corte francese e vi si appellava come Sua Altezza Mademoiselle d'Armagnac. Fu cresciuta con la sorella Carlotta e fu intima della Duchessa di Borbone. Sua madre era figlia di Nicolas de Neufville, Maresciallo di Francia e governante del giovane Luigi XIV. Suo zio era lo Chevalier de Lorraine, amante di Filippo di Francia

### Matrimonio

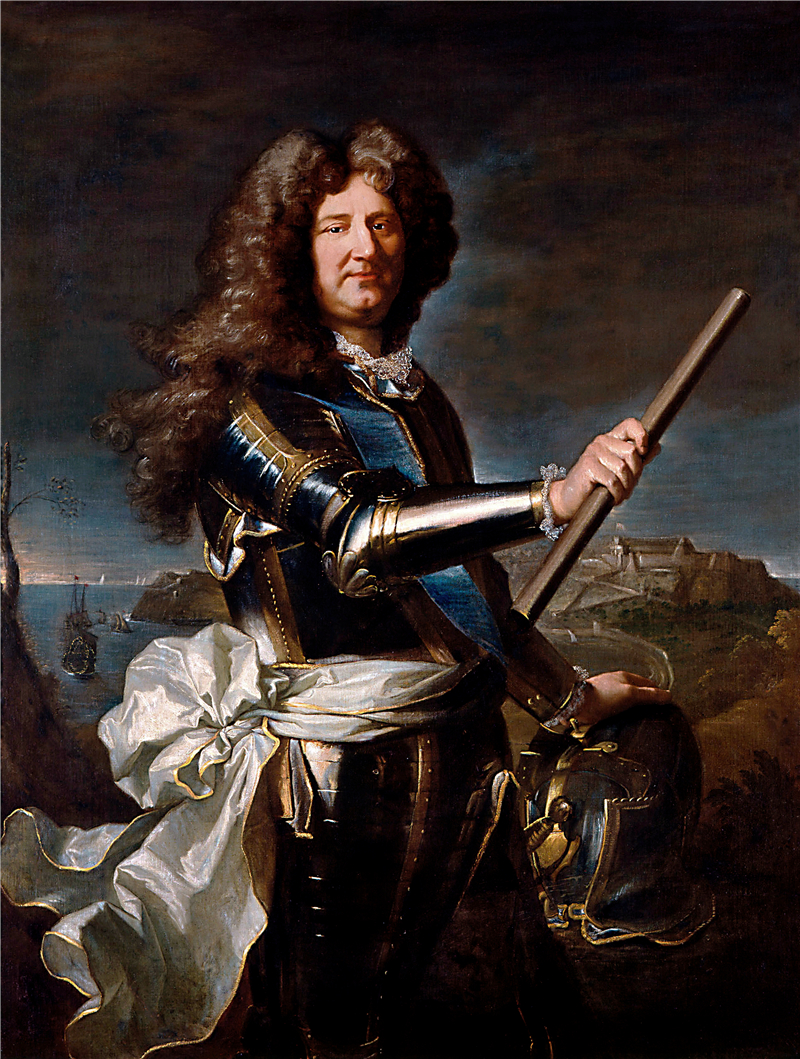
Antonio I di Monaco ritratto da Hyacinthe Rigaud nel 1706. Oggi questo dipinto è conservato nel Palazzo dei Principi, Monaco

Il 13 agosto 1688 a Versailles ella sposò l'allora duca del Valentinois (futuro principe Antonio I di Monaco) in un matrimonio che fu architettato da Luigi XIV di Francia. Maria era una ragazza attraente e vivace di appena quattordici anni ed aveva una grande passione per i balli, le feste e la moda e fu ovviamente subito evidente che i due coniugi avevano differenti personalità. Il principe Antonio amava l'opera e i cantanti in particolare. Alcuni ritengono che il vero filo conduttore dietro questo matrimonio fosse stata la famosa Madame de Maintenon, per molto tempo amante di Luigi XIV, che la forzò al matrimonio per evitare che la giovane Maria divenisse una sua rivale nei favori del re.
Il suocero monegasco, il principe Luigi I del resto avvisò il figlio di essere tollerante verso l'intraprendente moglie, la quale era rinomata in certi ambienti per alcune sporadiche storie d'amore con i rampolli dell'alta società parigina.
Si può dire però che il principe Antonio fosse assolutamente indifferente nei confronti della moglie e che anzi, quando tornò a Parigi, visse separato da Maria per sei anni, durante i quali ella intraprese numerose storie d'amore e dovette intervenire il Re di Francia in persona a riconciliare la coppia.

### Problema della successione
La mancanza di un maschio preoccupò notevolmente il principe Luigi I, il quale, secondo alcune indiscrezioni, avrebbe preferito alla legittima Luisa Ippolita, il figlio naturale di Antonio, il Chevalier de Grimaldi. Alla morte del principe Luigi, nel 1701, gli successe il figlio Antonio I.

### Principessa di Monaco

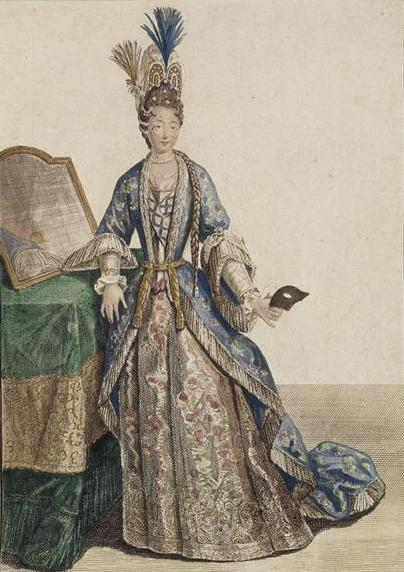
Maria,
principessa di Monaco

La coppia fece ritorno a Monaco per prendere ufficialmente residenza insieme, anche se in un clima non completamente sereno, perlomeno senza scandali e disastrose figure in pubblico. Dal momento che la coppia non ebbe altri figli, era ormai chiaro che il destino del principato di Monaco sarebbe dipeso dagli abili matrimoni delle due figlie eredi.

### Morte

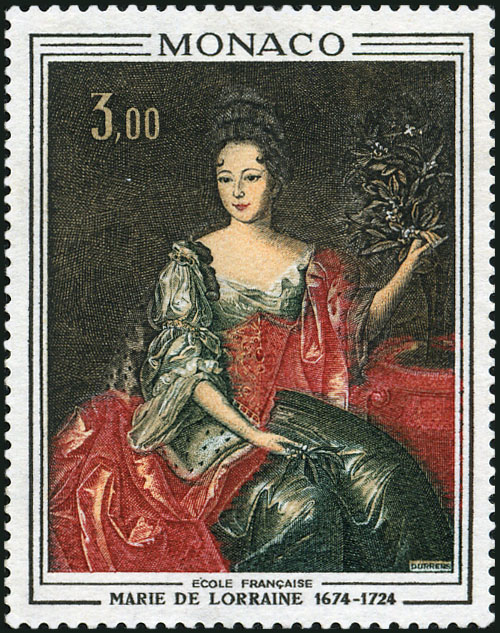
Maria di Lorena in un francobollo

Maria morì a Monaco il 30 ottobre 1724, dopo aver dato in moglie la figlia maggiore Luisa Ippolita a Jacques Goyon, Conte di Matignon. e Margherita Camilla al duca d'Isenghien.

## Discendenza
Antonio I di Monaco e Maria di Lorena ebbero:
1. Caterina Carlotta Grimaldi, Mademoiselle de Monaco (7 ottobre 1691 - 18 giugno 1696) morì nell'infanzia.
2. Luisa Ippolita Grimaldi, Principessa di Monaco (10 novembre 1697 - 29 dicembre 1731) sposò Jacques Goyon, Conte di Matignon.
3. Elisabetta Carlotta Grimaldi, Mademoiselle de Valentinois (3 novembre 1698 - 25 agosto 1702) morì nell'infanzia.
4. Margherita Camilla Grimaldi, Mademoiselle de Carlades (1º maggio 1700 - 27 aprile 1758) sposò Louis de Gand de Merode de Montmorency, Principe di Isenghien.
5. Maria Devota Grimaldi, Mademoiselle des Baux (15 marzo 1702 - 24 ottobre 1703) morì nell'infanzia.
6. Maria Paolina Teresa Devota Grimaldi, Mademoiselle de Chabreuil (23 ottobre 1708 - 20 maggio 1726) morì nell'infanzia.

## Titoli e trattamento
- 12 agosto 1674 – 13 giugno 1688: Sua Altezza, Mademoiselle d'Armagnac
- 13 giugno 1688 – 1º gennaio 1701: Sua Altezza Serenissima, la Duchessa di Valentinois[1]
- 1º gennaio 1701 – 30 ottobre 1724: Sua Altezza Serenissima, la Principessa di Monaco

## Ascedenza
|                                        |                                            |                                                     | Genitori                                    |  |  | Nonni |  |  | Bisnonni                           |  |  | Trisnonni                            |  |
|                                        |                                            |                                                     |                                             |  |  |       |  |  | Carlo di Lorena, Conte di Harcourt |  |  | Renato di Lorena, Marchese di Elbeuf |  |
|                                        |                                            |                                                     |                                             |  |  |       |  |  | Carlo di Lorena, Conte di Harcourt |  |  | Renato di Lorena, Marchese di Elbeuf |  |
|                                        |                                            | Louise de Rieux                                     |                                             |  |  |       |  |  | Carlo di Lorena, Conte di Harcourt |  |  |                                      |  |
| Enrico di Lorena, Conte di Harcourt    |                                            |                                                     |                                             |  |  |       |  |  | Carlo di Lorena, Conte di Harcourt |  |  |                                      |  |
|                                        |                                            | Marguerite de Chabot                                | Léonor Chabot, Conte di Charny              |  |  |       |  |  |                                    |  |  |                                      |  |
|                                        |                                            | Marguerite de Chabot                                | Léonor Chabot, Conte di Charny              |  |  |       |  |  |                                    |  |  |                                      |  |
|                                        |                                            | Marguerite de Chabot                                | Françoise de Longwy                         |  |  |       |  |  |                                    |  |  |                                      |  |
| Luigi di Lorena, Conte di Harcourt     |                                            | Marguerite de Chabot                                |                                             |  |  |       |  |  |                                    |  |  |                                      |  |
|                                        |                                            | Charles du Cambout, Marchese di Coislin             | François du Cambout, Signore di Cambout     |  |  |       |  |  |                                    |  |  |                                      |  |
|                                        |                                            | Charles du Cambout, Marchese di Coislin             | François du Cambout, Signore di Cambout     |  |  |       |  |  |                                    |  |  |                                      |  |
|                                        |                                            | Charles du Cambout, Marchese di Coislin             | Louise du Plessis                           |  |  |       |  |  |                                    |  |  |                                      |  |
| Marguerite Philippe du Cambout         |                                            | Charles du Cambout, Marchese di Coislin             |                                             |  |  |       |  |  |                                    |  |  |                                      |  |
|                                        |                                            | Philippe de Beurges                                 | Charles de Beurges, Signore di Seury        |  |  |       |  |  |                                    |  |  |                                      |  |
|                                        |                                            | Philippe de Beurges                                 | Charles de Beurges, Signore di Seury        |  |  |       |  |  |                                    |  |  |                                      |  |
|                                        |                                            | Philippe de Beurges                                 | Jeanne Lescoët, Dama di La Mogulaye         |  |  |       |  |  |                                    |  |  |                                      |  |
| Maria di Lorena                        |                                            | Philippe de Beurges                                 |                                             |  |  |       |  |  |                                    |  |  |                                      |  |
|                                        | Charles de Neufville, Marchese di Villeroy | Nicolas de Neufville, Signore di Villeroy           |                                             |  |  |       |  |  |                                    |  |  |                                      |  |
|                                        | Charles de Neufville, Marchese di Villeroy | Nicolas de Neufville, Signore di Villeroy           |                                             |  |  |       |  |  |                                    |  |  |                                      |  |
|                                        | Charles de Neufville, Marchese di Villeroy | Madeleine de L'Aubespine                            |                                             |  |  |       |  |  |                                    |  |  |                                      |  |
| Nicolas de Neufville, Duca di Villeroy | Charles de Neufville, Marchese di Villeroy |                                                     |                                             |  |  |       |  |  |                                    |  |  |                                      |  |
|                                        |                                            | Jacqueline de Harlay                                | Nicolas de Harlay, Barone di Maule          |  |  |       |  |  |                                    |  |  |                                      |  |
|                                        |                                            | Jacqueline de Harlay                                | Nicolas de Harlay, Barone di Maule          |  |  |       |  |  |                                    |  |  |                                      |  |
|                                        |                                            | Jacqueline de Harlay                                | Marie Moreau, Signora di Grosbois           |  |  |       |  |  |                                    |  |  |                                      |  |
| Catherine de Neufville                 |                                            | Jacqueline de Harlay                                |                                             |  |  |       |  |  |                                    |  |  |                                      |  |
|                                        |                                            | Charles de Créquy, Duca di Créquy, Principe di Poix | Antoine de Créquy, Signore di Saint-Janvrin |  |  |       |  |  |                                    |  |  |                                      |  |
|                                        |                                            | Charles de Créquy, Duca di Créquy, Principe di Poix | Antoine de Créquy, Signore di Saint-Janvrin |  |  |       |  |  |                                    |  |  |                                      |  |
|                                        |                                            | Charles de Créquy, Duca di Créquy, Principe di Poix | Chrétienne d'Aguerre                        |  |  |       |  |  |                                    |  |  |                                      |  |
| Marie de Créquy, Dama di Mions         |                                            | Charles de Créquy, Duca di Créquy, Principe di Poix |                                             |  |  |       |  |  |                                    |  |  |                                      |  |
|                                        |                                            | Madeleine de Bonne                                  | François de Bonne, Duca di Lesdiguières     |  |  |       |  |  |                                    |  |  |                                      |  |
|                                        |                                            | Madeleine de Bonne                                  | François de Bonne, Duca di Lesdiguières     |  |  |       |  |  |                                    |  |  |                                      |  |
|                                        |                                            | Madeleine de Bonne                                  | Claudine de Berenger                        |  |  |       |  |  |                                    |  |  |                                      |  |
|                                        |                                            | Madeleine de Bonne                                  |                                             |  |  |       |  |  |                                    |  |  |                                      |  |